# Ricotta

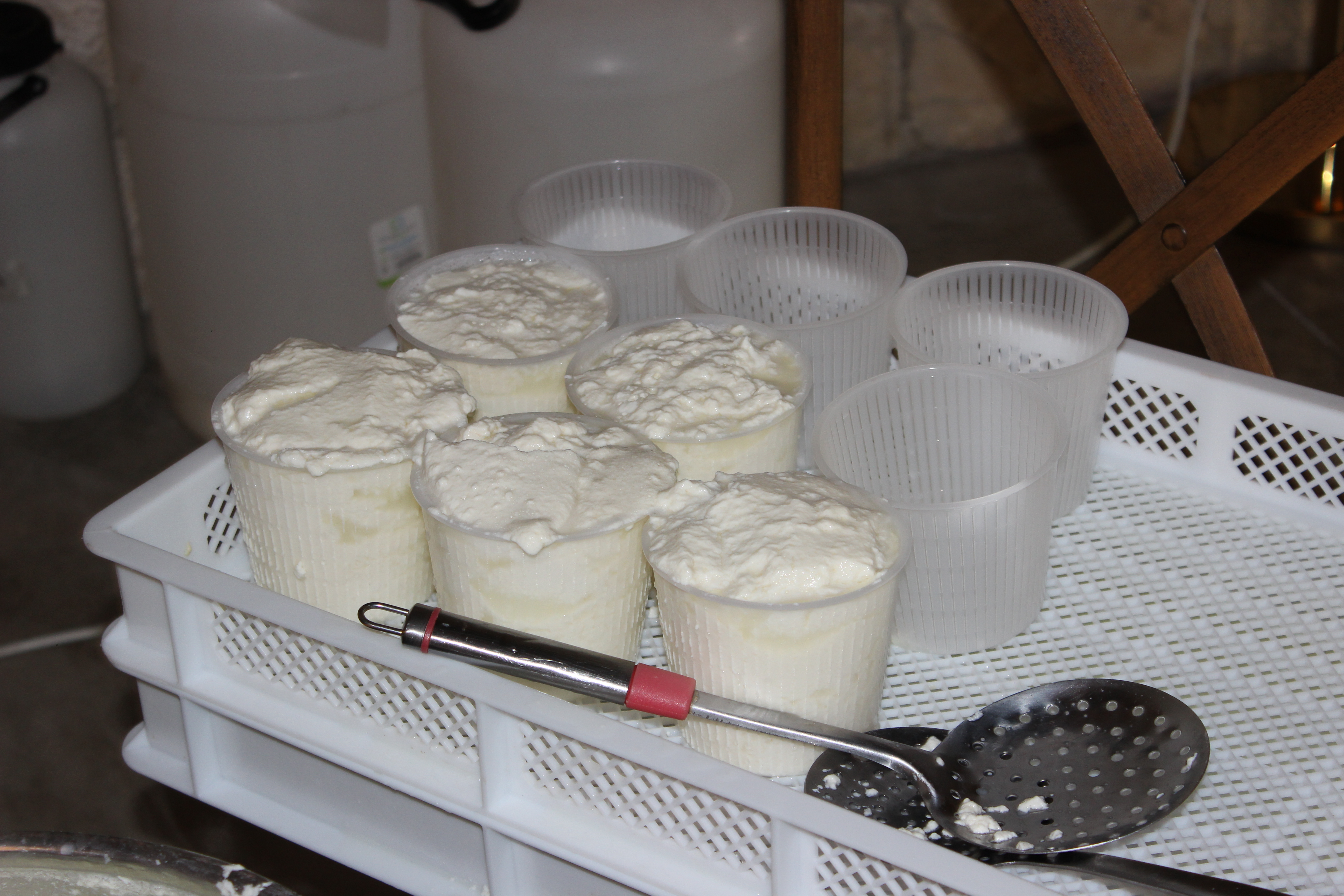
Weicher Ricotta

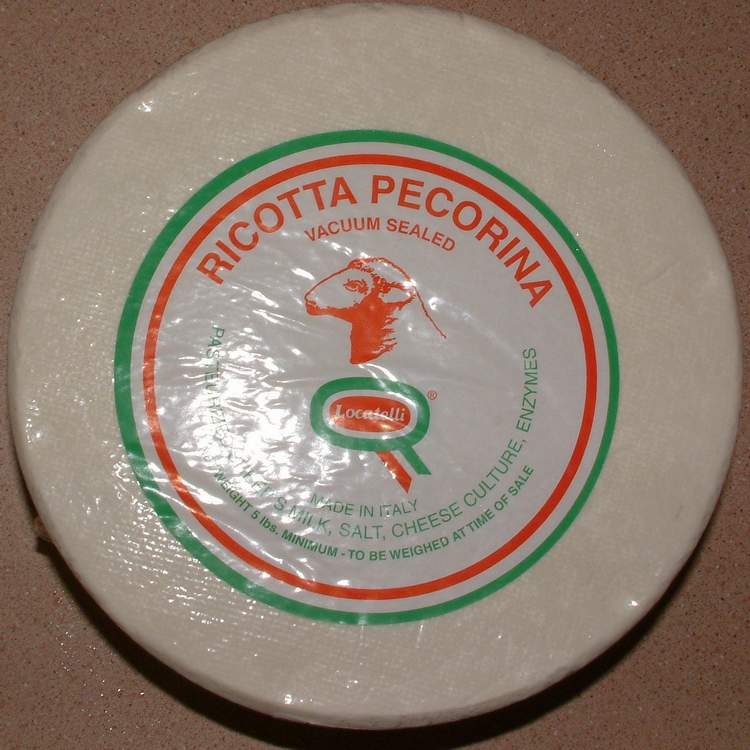
Italienischer Ricotta Pecorina

Ricotta (italienisch für „nochmals gekocht“) ist ein Frischkäse aus Schaf- und/oder Kuhmilch, der durch Zugabe von Frischmilch/Rahm zur Molke und Fällung durch Säure (in der Regel Zitronensäure) bei 90 °C gewonnen wird. Die Käsemasse wird durch vorsichtiges Abschöpfen an der Flüssigkeitsoberfläche entnommen.

## Molke
Die bei der Ricottaherstellung benutzte Süßmolke ist ein Restprodukt aus der Herstellung anderer Käse; die Molke enthält zwar kein Casein mehr, jedoch andere Proteine, hauptsächlich Albumin. Frischer Ricotta, der ausschließlich aus Süßmolke erzeugt wird, schmeckt mild, süßlich und ist nahezu fettfrei. Die nach der Ricottaherstellung verbliebene grünliche Flüssigkeit (Sauermolke) kann als Tierfutter verwertet oder entsorgt werden. Die grünliche Farbe stammt hauptsächlich vom in der Milch enthaltenen Riboflavin.

## Herstellung
Die technische Herausforderung bei der traditionellen Herstellung liegt darin, die hitzelabilen Molkenproteine aus dem Serum zu entfernen. Einfaches Erhitzen ist nicht ausreichend, da zwar die Molkenproteine denaturiert würden, aber immer noch so fein verteilt („dispers“) vorliegen, dass ein Entfernen mit herkömmlichen Mitteln der Käsereien unmöglich wäre. Nun bedient man sich der Hilfe der Caseine, die man zwar durch die Verkäsung entfernt hatte, aber durch Zugabe eines bestimmten Volumenanteils Milch wieder hinzufügt. Durch Erhitzen des Milch-Serum-Gemisches auf 90 °C kommt es nun ebenfalls zur Denaturierung der Molke.
Die Molke, die bei der Herstellung von anderen Käsen wie Mozzarella oder Pecorino anfällt, wird auf 70 bis 80 °C erhitzt, um sie dick zu legen. Die Wärme lässt das Albumin, ein Molkenprotein, im Zusammenspiel mit der natürlichen Säure gerinnen. Dabei schließt das Albumin die in der Molke gelösten Milchstoffe wie Milchfett, Mineralien und Vitamine ein. In einem zweiten Arbeitsschritt wird die Ricottamasse noch einmal erhitzt; dadurch trennt sich die Flüssigkeit vom Ricottakäse. Der entstandene Frischkäse wird nun in Körbchen abgeschöpft, damit die restliche Flüssigkeit abtropfen kann.
Im Gegensatz zum caseinfreien System werden aber nun die Molkenproteine auf die Caseine ausgefällt bzw. binden kovalent aneinander. Die Caseinmizellen dienen als Ankerpunkte für die Denaturierung der Molkenproteine. Die hitzestabilen, aber säurelabilen Caseinmizellen – und mit ihnen die Molkenproteine – werden anschließend mit Säure ausgefällt. Die nach kurzer Zeit auftreibende Proteinmasse kann mit einer Schöpfkelle entnommen werden. Neben dieser traditionellen Herstellung stehen heutzutage aber auch Filtrationsverfahren zur Verfügung, um Molkenproteine direkt und ohne Säuerungsschritt gewinnen zu können.

## Sorten

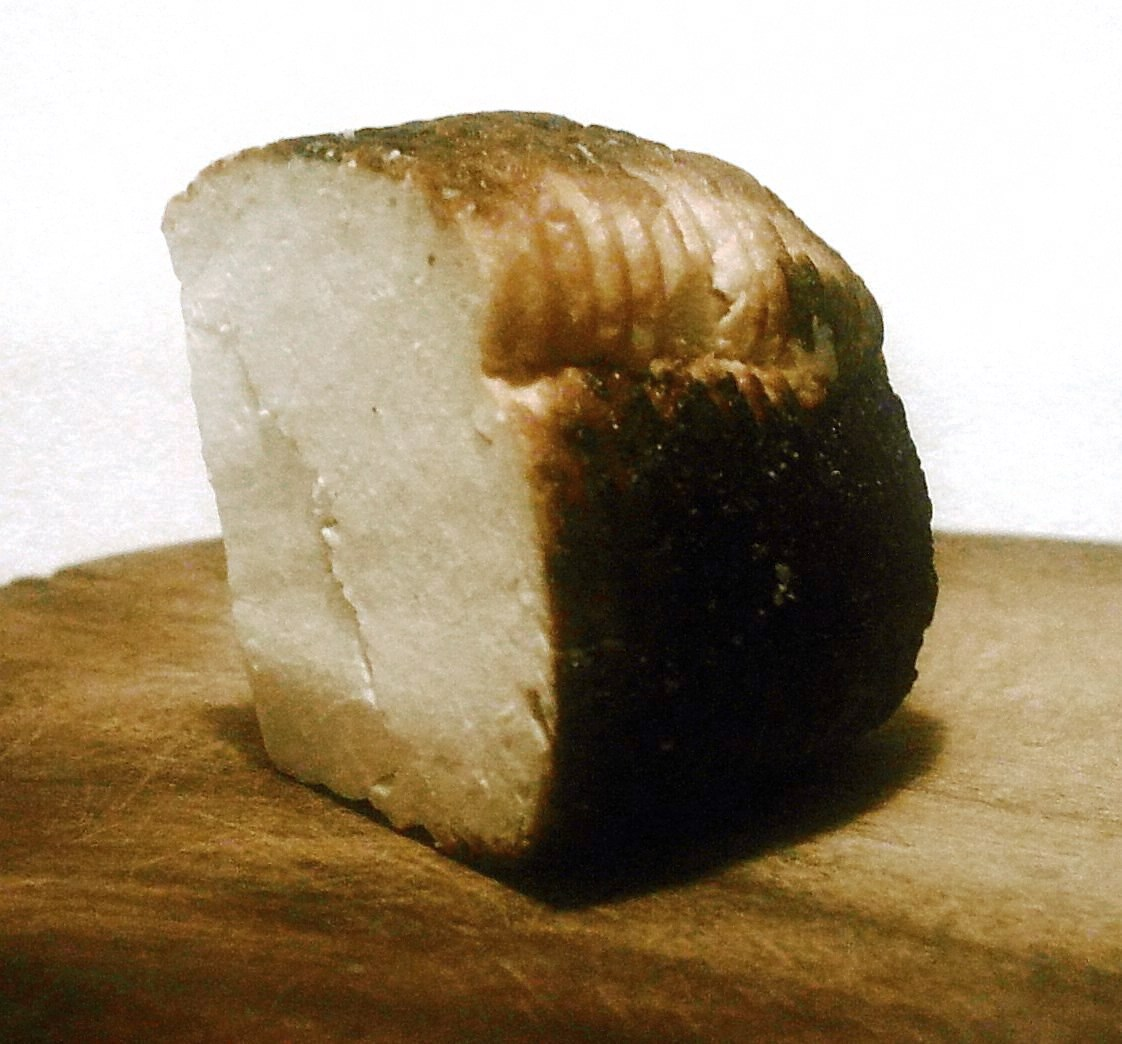
Ricotta al forno

- „Ricotta tipo dolce“: ungereifter ungesalzener Käse
- „Ricotta tipo forte“: gereifter Käse
- „Ricotta salata“: gesalzener Käse
- „Ricotta affumicata“: geräucherter Käse
- „Ricotta secca“: harter Reibkäse

In Deutschland handelsüblicher abgepackter weicher ungereifter und leicht gesalzener Ricotta aus Kuhmilch hat ca. 13 % Fett im fertigen Produkt und ca. 44 % Fett i. Tr.

## Spezialitäten
Eine Ricottaspezialität ist der italienische Ricotta al forno. Hierfür werden etwa 2 kg Ricotta in einer runden Backform im Ofen zu einer Art schweren „Ricottatorte“ mit dunkelbrauner bis schwarzer Kruste gebacken. Nach dem Abkühlen kann der nun durch Verdunstung und Eiweißgerinnung relativ kompakte Käse aus der Form genommen und dann gekühlt und vor Austrocknung geschützt ein bis zwei Wochen, gekühlt und vakuumiert bis zu zwei Monate aufbewahrt werden. 
Der gebackene Ricotta ist unter der Kruste, die je nach Geschmack mitverzehrt wird, innen weiß mit einem schnittfesten, aber bröckeligen Teig, der mild im Geschmack mit dezenten Röstaromen ist. Der Käse eignet sich pur oder mit etwas frischem Gemüse oder Brot als kleine Mahlzeit oder zusammen mit mariniertem gebratenen Gemüse als Vorspeise. Stammt er aus Mammola in Kalabrien, erhält er die PAT-Qualitätsmarke (Prodotti Agroalimentari Tradizionali) für „Traditionelle landwirtschaftliche Produkte“.